# اليعربية

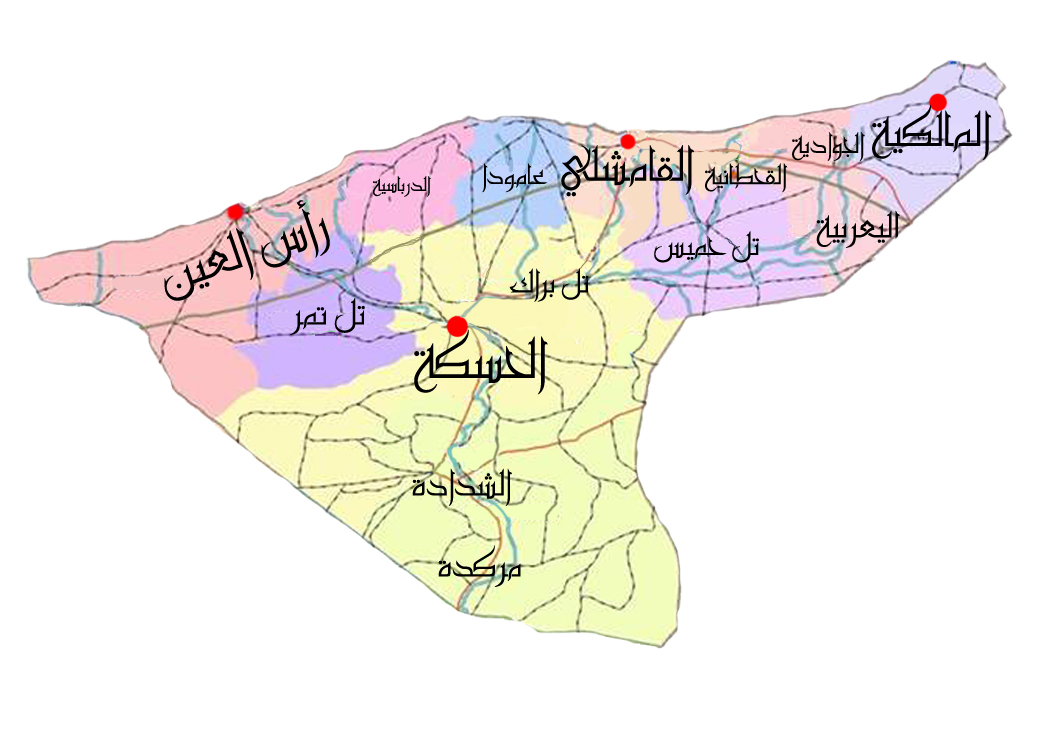
مدن محافظة الحسكة

اليعربية بلدة سورية ومركز ناحية اليعربية في منطقة المالكية التابعة لمحافظة الحسكة. تقع على الحدود مع العراق وتبعد عن مدينة المالكية ما يقارب 60 كم، و90 كم عن مدينة القامشلي. بلغ عدد سكانها 6066 نسمة عام 2004.
توجد فيها محطة قطار تربط القامشلي بمدينة الموصل ولكنها متوقفة عن العمل، وفيها معبر اليعربية الحدودي مع العراق، حيث تقابل مدينة ربيعة العراقية.

## الاقتصاد والسكان:
فيها المعبر الحدودي مع العراق والمنطقة الحرة
أراضيها الزراعية خصبة ويوجد فيها مركز لشراء الحبوب وفرع للمصرف الزراعي التعاوني .
وأغلب سكانها ينتمون إلى قبيلة شمر وقبيلة طيء ويوجد فيها أقليات كردية ومسيحية.